# Rians (Var)
Rians (en francès Rians) és un municipi francès situat al departament del Var i a la regió de Provença – Alps – Costa Blava.

## Demografia
| 1962                                       | 1968  | 1975  | 1982  | 1990  | 1999  | 2006  |
| ------------------------------------------ | ----- | ----- | ----- | ----- | ----- | ----- |
| 1.086                                      | 1.492 | 1.458 | 1.723 | 2.720 | 3.628 | 4.194 |
| Des de 1962: població sense dobles comptes |       |       |       |       |       |       |

## Administració
| Període   | Identitat     | Partit |
| --------- | ------------- | ------ |
| 2001-2008 | Alain Bremond |        |
| 2008-     | Magali Massot |        |